# Alexandre Boucicaut
Alexandre Boucicaut   (Port-au-Prince, 18 de novembre de 1981) fou un futbolista haitià de la dècada de 2000.
Fou internacional amb la selecció d'Haití.
Pel que fa a clubs, destacà a Violette AC, Chicago Fire, Colorado Rapids, Independiente Santa Fe i Querétaro FC.